# Möbius (film 2013)
Möbius è un film del 2013 diretto da Éric Rochant.
Film di spionaggio con protagonisti l'attore Premio Oscar, Jean Dujardin, Cécile de France e Tim Roth.

## Trama
A Montecarlo è in missione Moise, quotata spia del FSB, per incastrare Rostovsky, un potente uomo d'affari russo, sospettato di riciclaggio di denaro sporco. Per svolgere le indagini si avvale di una avvenente operatrice finanziaria statunitense, Alice, che lavora con disinvoltura e ottimi risultati in una società finanziaria che si occupa degli affari di Rostovsky occupandosi di crediti derivati. Alice viene avvicinata dagli emissari di Moise al fine di collaborare con la promessa di agevolare il suo ritorno in patria in quanto credono che abbia qualche problema per rientrare negli Stati Uniti a causa del suo precedente lavoro alla Lehman Brothers e al relativo crollo.
Alice accetta la collaborazione, ma in realtà lei è una pedina della CIA. Dapprima corteggiata da Rostovsky, conosce Moise in un locale notturno e se ne innamora. Moise deve muoversi con estrema cautela e non svela agli altri membri della squadra la love-story con Alice. Costretto a uccidere la guardia del corpo di Rostovsky ne occulta il cadavere per poi continuare la missione tra mille difficoltà e imprevisti.

## Promozione
Il 16 novembre 2012 è stato diffuso online il teaser trailer del film.

## Distribuzione
L'uscita nelle sale francesi è avvenuta il 27 febbraio 2013.